# Sven Seeliger

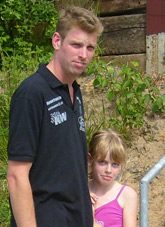
Sven Seeliger (2007)

Sven Seeliger (* 18. September 1972 in Rethem), von der Fachpresse auch gerne mit dem Spitznamen „Eiliger Seeliger“ bedacht, ist ein international bekannter deutscher Motorsportler und Rallycross-Fahrer. In den Jahren 2000 und 2001 sicherte er sich mit einem Citroën AX GTi die FIA-Europameistertitel der Division der Gruppe-N-Fahrzeuge bis 1400 cm³ Hubraum. Seit 2013 nimmt Seeliger mit einem Ford Fiesta Mk6 an der Rallycross Challenge Europe teil, bei der er 2014 den 1. Platz in der Kategorie Super1600 erringen konnte.
Der gelernte Gas- und Wasserinstallateur ist der Sohn des in den 1970ern in Deutschland bekannten Ex-Rallycross-Fahrers Dieter Seeliger. Sven Seeliger ist verheiratet und hat zwei Töchter. Seine ersten Motorsporterfahrungen sammelte er zwischen 1985 und 1990 im Kartsport, bei einer Körpergröße von 1,95 Meter bot sich ihm hier jedoch letztendlich keine Karrierechance an.

## Karriere
- 1993: Deutscher Rallycross-Vizemeister
- 1994: 7. der Deutschen Rallycross-Meisterschaft
- 1995: 6. der Deutschen Rallycross-Meisterschaft und erster Sieg bei einem Lauf zur Rallycross-Europameisterschaft
- 1996: 3. der Rallycross-Europameisterschaft (FIA 1400 Cup)
- 1997: Rallycross Vize-Europameister (FIA 1400 Cup)
- 1998: Deutscher Rallycross-Meister
- 1999: Deutscher Rallycross-Vizemeister
- 2000: Rallycross-Europameister (FIA 1400 Cup)
- 2001: Rallycross-Europameister (Division 2A)
- 2002: 5. der Rallycross-Europameisterschaft (Division 2A)
- 2003–2006: Aufbau eines Ford Fiesta ST 1600 (Division 1A)
- 2007: Erste Erfolge im Ford Fiesta ST 1600 (Division 1A)

## Weblink
- Sven Seeligers Website

| Personendaten    | Personendaten               |
| ---------------- | --------------------------- |
| NAME             | Seeliger, Sven              |
| KURZBESCHREIBUNG | deutscher Rallycross-Fahrer |
| GEBURTSDATUM     | 18. September 1972          |
| GEBURTSORT       | Rethem                      |